# Відносини Італії та Швейцарії
Дипломатичні відносини між Італією та Швейцарією традиційно були тісними й зараз регулюються складним набором договорів (включаючи договори з Європейським Союзом (ЄС), членом якого є Італія).
Дві країни мають довгий кордон, три спільні мови (італійська є однією з чотирьох офіційних мов Швейцарії, німецька та французька є визнаними мовами меншин в Італії; крім того, ретороманська мова близька до ладинської та фріульської, якими розмовляють у Північній Італії) та регіональну мову. (Ломбардською мовою розмовляють у кантоні Тічино та регіоні Ломбардія). Вальтелліна в регіоні Ломбардія була частиною Швейцарії з 1512 по 1797 рік. В Італії проживає 48 000 швейцарців, і італійські громадяни є найбільшою групою іноземних громадян у Швейцарії: 500 000, включаючи тих, хто має подвійне громадянство. Швейцарія була популярним місцем для італійських емігрантів у 19 столітті, і між 1950 і 1970 роками половина всіх іноземців у Швейцарії були італійцями. Крім того, в Італії більше швейцарських шкіл, ніж у будь-якій іншій країні світу.
Відносини між двома країнами представлені через низку комерційних, культурних і технологічних відносин.
Італія є не лише другим за величиною торговельним партнером у Європі, але також співпрацює з Федерацією у сфері міграції. Співпраця посилена кращим застосуванням Дублінського регламенту, зокрема у питаннях реадмісії.
Подальшим кроком було укладено угоду про співробітництво митниці та поліції з питань транскордонного контролю та безпеки.

## Історія
До народження італійської держави в 1861 році відносини між державними утвореннями Італії та швейцарськими територіями мали економічний і релігійний характер. Протягом 1300–1400 років, наприклад, італійські купці та банкіри брали участь у женевських ярмарках, сприяли їх розвитку.
Швейцарія заснувала Мілан як протекторат Конфедерації між 1512 і 1515 рр.  У 1515 р. швейцарці допомогли захистити Міланське герцогство від французького вторгнення .
У період Реставрації (1815-1848) ломбардське Просвітництво мало важливий вплив на швейцарські території, Мілан, по суті, став місцем освіти для Тічино.
Під час революцій 1848 року в італійських державах багато швейцарців підтримали італійську справу, зокрема, протягом п'яти днів під Міланом швейцарські добровольці воювали разом з Ломбардією-Венецією проти австрійців. Після захоплення Мілана в серпні 1848 року деякі італійські революціонери знайшли притулок у Швейцарії.
В епоху Рісорджіменто різні італійські патріоти, в тому числі Кавур, прем'єр-міністр Королівства П'ємонт-Сардинія, зацікавилися завоюванням кантону Тічино та італомовних долин Граубюнден. Проголошення Королівства Італія в 1861 році було сприйнято Швейцарією з полегшенням, оскільки воно забезпечувало безпеку нейтралітету країни.
Між 1870 і 1914 роками до Швейцарії був великий приплив італійських іммігрантів. Цьому сприяв укладений у 1868 році договір про місце проживання та консульство, який забезпечував свободу доступу та проживання у відповідних країнах. Італійські іммігранти являли собою некваліфіковану робочу силу, зайняту в основному на будівництві залізниць.
Під час Першої світової війни уряд Італії був відданий повазі нейтралітету Швейцарії, а після війни з утвердженням фашизму двосторонні відносини характеризувались політикою дружби. Дві країни уклали новий договір про торгівлю (1923) і договір про примирення та судове регулювання (1924).
Як і під час Першої світової війни, так і під час Другої світової війни Італія визнала нейтралітет Швейцарії в 1938 році, але серед проєктів розширення, представлених Муссоліні 30 листопада 1938 року Великій Раді Фашизму, також був кантон Тічино.
Після закінчення Другої світової війни прокотилася хвиля міграції до Швейцарії, головним чином через те, що швейцарська система виробництва не постраждала від війни, і швейцарські підприємці шукали недорогу італійську робочу силу. Уряд Швейцарії намагався обмежити міграцію сезонною роботою і уклав угоду в 1948 році. Ця угода зазначала, що працівники не можуть пересуватися на території Швейцарії та залишаються прив’язаними до тих, хто їх найняв. Крім того, возз'єднання сім'ї не допускалося. Ця угода створила кілька напружених відносин між двома країнами, тому в 1964 році було підписано іншу, яка дозволила возз’єднатися.
Після нафтової кризи, що почалася в 1973 році, багато італійських робітників у Швейцарії повернулися до Італії.

## Ділові відносини
Італія є другим за величиною торговим партнером Швейцарії, а Швейцарія є 8-м найбільшим інвестором Італії (22 мільярди швейцарських франків), створивши 78 000 робочих місць. За словами колишнього члена федеральної ради Уелі Маурера, регіон Ломбардія становить 90% усієї торгівлі Швейцарії з Італією. Італія інвестує 6 мільярдів швейцарських франків у Швейцарію та створює 13 000 робочих місць. Обидва тісно інтегровані через договори ЄС зі Швейцарією, і Швейцарія також є частиною Шенгенської зони ЄС.

## Історія економічних відносин
Торговим відносинам між двома країнами сприяла географічна близькість і членство в Латинському валютному союзі. Відкриття Готардського тунелю та Женевського порту також сприяло відносинам.
Італійський протекціоністський поворот у 1970-х роках призвів до часткового уповільнення торгових відносин, що створило умови для перегляду торговельних договорів. Незважаючи на те, що перегляд відбувся, торговий баланс залишався явно на користь Італії.
До 1970 року швейцарський ринок був єдиним ринком, з яким Італія отримувала вигоду від постійного надлишку торгівлі, вже на початку 20 століття швейцарські інвестори та компанії дали важливий імпульс півострову.
Участь Італії у війні помітно не вплинула на двосторонню торгівлю. Яскравою ознакою цього було відкриття Швейцарської торгової палати в Італії в 1919 році. Цей період також характеризувався відносним зменшенням швейцарського імпорту з Італії, хоча експорт залишався незмінним.
Після війни в Ефіопії швейцарський фінансовий центр і, зокрема, кредитні установи, відіграли центральну роль у передачі кредиту Італії.

## Культура
Італія та Швейцарія мають тісні стосунки також у культурній сфері.

## "Istituto Svizzero"
У 1947 році Швейцарія заснувала “Istituto Svizzero di Roma”, який був створений для посилення співпраці між Італією та Швейцарією в культурній та науковій сферах. Цей інститут бере участь у різних проєктах, таких як «settimana della lingua italiana nel mondo», який є ініціативою міністерства закордонних справ Італії. Інститут має на меті поширити вплив швейцарської культури за її межі. Структура пропонує виставки, конференції, зустрічі в Римі, Мілані та Палермо. Щороку інститут приймає молодих науковців чи художників. Студенти за обміном, які відвідують ці програми, вивчають італійську мову, яка є однією з чотирьох національних мов Швейцарії.
Інститут підтримує швейцарські проєкти та дослідження в Італії. Таким чином поглиблюється співпраця та культурно-науковий обмін між двома країнами. Основними завданнями структури є:
- Запропонувати молодим людям можливість розвивати свої проєкти (наукові чи мистецькі) та брати активну участь в італійських заходах.
- Розвивати мистецьку та наукову співпрацю між Швейцарією та Італією.
- Сприяти швейцарській освіті, дослідженням та інноваціям в Італії
- Співпраця в освіті

У Мілані, Бергамо, Римі, Катанії та Комо можна знайти швейцарські школи. Два університети, Університет Лугано (Università della Svizzera Italiana, USI) та Університет прикладних наук і мистецтв Південної Швейцарії, пропонують італійським студентам можливість подати заявку на отримання стипендій уряду Швейцарії до Державного секретаріату з питань освіти та інновацій.

## Дипломатичні відносини
Дипломатичні відносини між Італією та Швейцарією ґрунтуються на укладенні 22 договорів  і регулярних зустрічах між представниками двох урядів .

### Постійні дипломатичні представництва
Італія має посольство в Берні та генеральні консульства в Женеві, Лугано та Цюриху та консульство в Базелі.
Швейцарія має посольство в Римі та генеральне консульство в Мілані.